# UTC−5
| Süd-Sommer-/Nord-NormalzeitSeegebiet | Nord-Sommer-/Süd-NormalzeitStandardzeit ganzjährig |

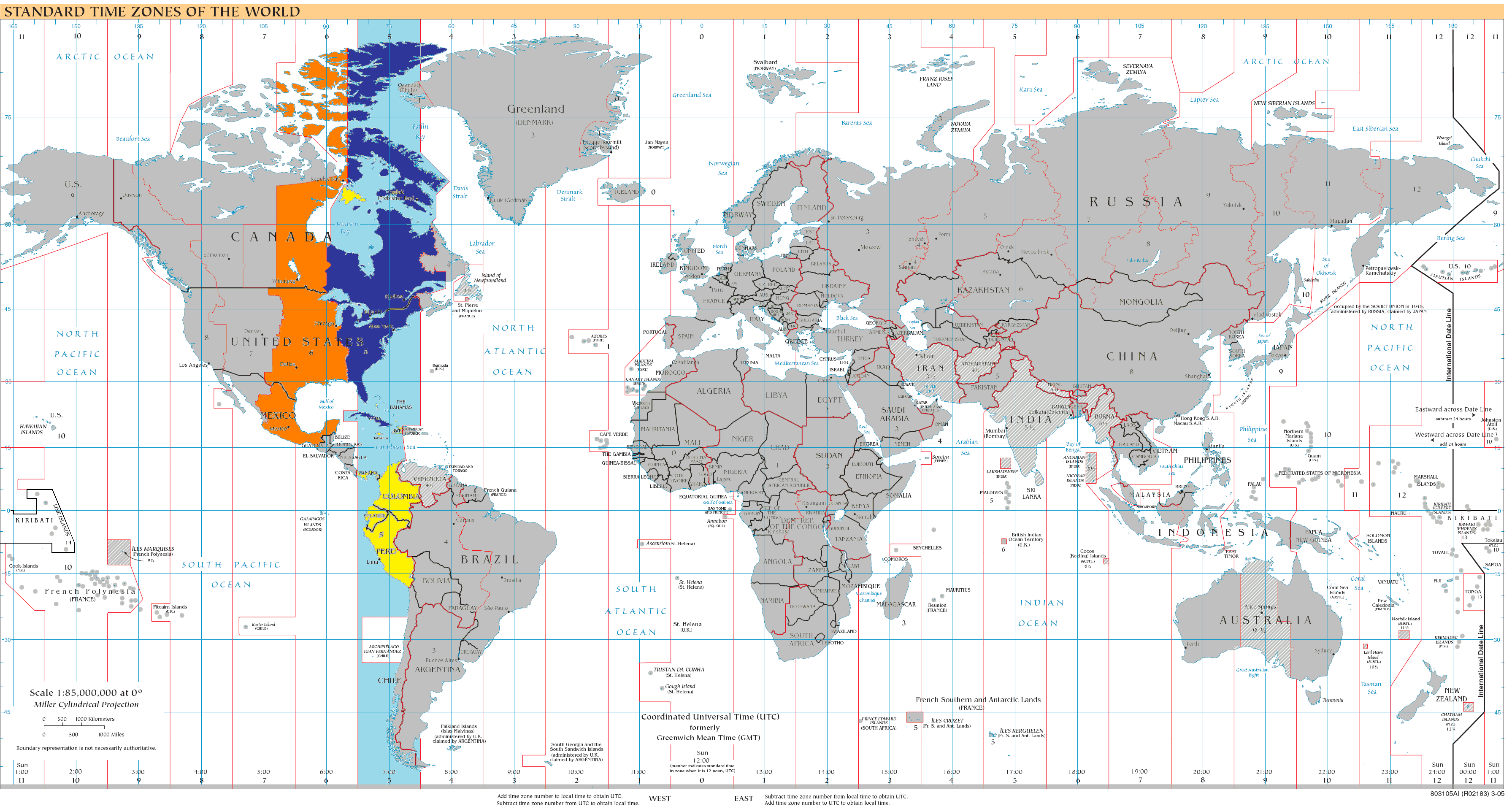
UTC−5:

UTC−5 ist eine Zonenzeit, die den Längenhalbkreis 75° West als Bezugsmeridian hat. Auf Uhren mit dieser Zonenzeit ist es fünf Stunden früher als UTC, die koordinierte Weltzeit, beziehungsweise sechs Stunden früher als die mitteleuropäische Zeit (MEZ) oder sieben Stunden früher als die mitteleuropäische Sommerzeit (MESZ).
Am Meridian 75° W (−75°) wird der tägliche Sonnenhöchststand erst fünf Stunden später (5 · −15° = −75°) erreicht als am Nullmeridian.

## Geltungsbereich (ohne Sommerzeiten)
- Bahamas
- Brasilien
  -  Acre[2]
  -  Amazonas (Westteil des Bundesstaats)
- Chile (Osterinsel)
- Ecuador (außer Galapagosinseln)
- Haiti
- Jamaika
- Kanada:
  -  Nunavut (teilweise)
  -  Ontario (Großteil)
  -  Québec (Großteil)
- Kolumbien
- Kuba
- Mexiko (teilweise, seit 2015), Zona Sureste = Quintana Roo, vgl. Zeitzonen in Mexiko
- Panama
- Peru
- Vereinigte Staaten:
  -  Connecticut
  -  Delaware
  -  District of Columbia
  -  Florida (Großteil)
  -  Georgia
  -  Indiana (teilweise)
  -  Kentucky (teilweise)
  -  Maine
  -  Maryland
  -  Massachusetts
  -  Michigan
  -  New Hampshire
  -  New Jersey
  -  New York
  -  North Carolina
  -  Ohio
  -  Pennsylvania
  -  Rhode Island
  -  South Carolina
  -  Tennessee (teilweise)
  -  Vermont
  -  Virginia
  -  West Virginia
- Vereinigtes Königreich:
  -  Cayman Islands